# علي رشدي

علي رشدي (ممثل) 1908 - 1972

علي رشدي (بالإنجليزية: Ali Rushdi) ممثل مصري من مواليد 24 سبتمبر 1908، تخرج من كلية الهندسة وانضم إلى فرقة رمسيس المسرحية، وفرقة فاطمة رشدي. قام بتأسيس اتحاد الممثلين مع زكي طليمات ثم عاد للعمل مع مسرح رمسيس والفرقة القومية.
كانت بدايته السينيمائية من خلال فيلم (دنانير) عام 1939، ثم توالت أعماله لتصل إلى 88 عمل بين الأفلام والمسرحيات والمسلسلات التلفزيونية.
توفي في 12 فبراير 1972 عن عمر يناهز 64 سنة.

## أهم أعماله
فيلم «سلطانة الصحراء» للمخرج نيازي مصطفى عام 1947
فيلم «ليلى العامرية» للمخرج نيازي مصطفى عام 1948
فيلم «المجرم» للمخرج كمال عطية عام 1954
فيلم «شيء من الخوف» للمخرج حسين كمال عام 1969
فيلم «زائر الفجر» للمخرج ممدوح شكري عام 1973

## وصلات خارجية
https://dhliz.com/artist/ali_roushdy/ علي رشدي
https://elcinema.com/person/1045776/ علي رشدي
https://www.imdb.com/name/nm9121380/?ref_=nv_sr_srsg_0 علي رشدي
https://karohat.com/Filmography/719a3af8-cc60-4df1-81da-3482dafef57f علي رشدي